# Johnny Van Haeften

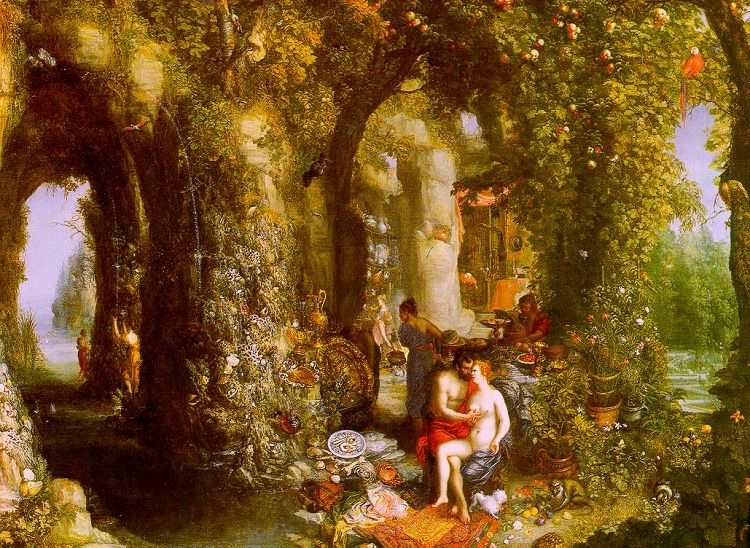
Gemälde der Haeften-Galerie

Johnny Van Haeften (* 1952 in London) ist ein britischer Kunsthändler niederländischer Abstammung.
Nach seiner Schulzeit auf dem Eton College begann seine berufliche Karriere im Auktionshaus Christie’s. Nach acht Jahren verließ er das Auktionshaus. Er gründete zusammen mit seiner Frau Sarah seine erste Kunstgalerie. Er ist Gründer und Inhaber der nach ihm benannten Galerie in London, der einzigen, die sich in London auf holländische und flämische Meister des 16. und 17. Jahrhunderts spezialisiert hat.
Van Haeften ist Mitbegründer, Kurator und langjähriger Teilnehmer der The European Fine Art Fair. Er ist zudem Kurator der Dulwich Picture Gallery und gehörte dem Reviewing Committee on the Export of Works of Art an, einem ein Ausschuss der Regierung des Vereinigten Königreiches zur Exportbewertung von nationalen Kunstgütern.